# A Man, a Girl and Another Man
A Man, a Girl and Another Man (o A Man, a Girl and Another) è un cortometraggio muto del 1914 diretto da Robert Z. Leonard. Prodotto dalla Rex Motion Picture Company, il film aveva come interpreti lo stesso regista nei panni del protagonista, Hazel Buckham, Allan Forrest e Beatrice Van.

## Trama
Suzan, figlia di un minatore, è amata dal giovane socio del padre. Anche lei lo ama, ma sa che con lui non riuscirà mai ad avere le cose belle e luccicanti che popolano i suoi sogni: la città, le luci, la musica... Un giorno giunge nel rifugio di montagna una coppia cittadina. Lui è colpito da Suzan e, parlandole, le racconta quello che la ragazza vuole sentire. Il ritratto che l'uomo le fa delle bellezze del vivere nelle grandi città induce Suzan a decidere di fuggire con lui. Ma il giovane minatore, avendo sentore di ciò che sta succedendo, interrompe la loro fuga e intima allo straniero di andarsene per la sua strada da solo, lasciando in pace Suzan. Il suo tono è talmente autoritario che l'altro si piega senza reagire. Il minatore allora prende per il braccio la ragazza e le dice che ora devono andare a sposarsi. E la porta via, davanti a un prete.

## Produzione
Il film fu prodotto dalla Rex Motion Picture Company.

## Distribuzione
Distribuito dalla Universal Film Manufacturing Company, il film - un cortometraggio in due bobine - uscì nelle sale statunitensi il 3 maggio 1914.